# Середні Чирки
Сере́дні Чи́рки (рос. Средние Чирки) — село у складі Голишмановського міського округу Тюменської області, Росія.
Населення — 447 осіб (2010, 521 у 2002).
Національний склад станом на 2002 рік:
- росіяни — 85 %